# 175 pr. n. št.

## Smrti
- 3. september - Selevk IV. Filopator, vladar Selevkidskega cesarstva (* okoli 218 pr. n. št.)